# José Joaquín de Olmedo
José Joaquín de Olmedo y Maruri (Guayaquil, 19 marzo 1780 – 19 febbraio 1847) è stato un politico e poeta ecuadoriano.

## Biografia
Rappresentante di Guayaquil a Cadice dal 1811 e primo ministro del governo rivoluzionario dal 1816, fu capo provvisorio dell'Ecuador nel 1845.
La sua formazione fu neoclassica ed illuminista e a questi ideali restò fedele anche quando si avvicinò alle nuove tendenze romantiche.
Le sue fonti di ispirazione poetica furono i settecentisti spagnoli, da Manuel José Quintana a Nicasio Álvarez de Cienfuegos, ai quali in un secondo tempo si aggiunsero le lezioni del maestro François-René de Chateaubriand di Atala.
Le sue Poesie comprendono una novantina di composizioni, scritte in un intervallo di tempo che va dal 1802 al 1847, e due di loro sono fondamentali per la poesia latino-americana: i carmi La victoria de Junin - Canto a Bolivar (1825) e Al general Flores, vencedor en Miñarica (1835).
I due carmi si caratterizzarono per lo spirito di fraternità, di liberalismo americano, per la forza espressiva, per l'originalità delle immagini.